# Folkmanov graf
Folkmanov graf je v teoriji grafov neusmerjeni dvodelni regularni graf stopnje 4 z 20-imi točkami in 40-imi povezavami. Imenuje se po Jonu Folkmanu.
Folkmanov graf je Hamiltonov graf in ima kromatično število 2, kromatični indeks 4, premer 4, polmer 3 in notranji obseg 4. Je tudi 4-točkovno-povezan in 4-povezavno-povezan popolni graf.

## Algebrske značilnosti
Folkmanov graf je točkovno-prehoden, ne pa tudi povezavno. Je najmanjši neusmerjeni graf, ki je točkovno-prehoden in regularen, ne pa tudi povezavno-prehoden. Takšni grafi se imenujejo polsimetrični grafi. Prvi jih je raziskoval Folkman leta 1967 in odkril graf z 20-imi točkami, sedaj imenovan po njem.
Kot polsimetrični graf je Folkamnov graf dvodelni graf in ima avtomorfizme za vsak par točk, ne pa za povezave. V spodnji upodobitvi grafa, ki kaže njegovo kromatično število, se zelene točke ne da preslikati v rdeče z nobenim avtomorfizmom. Lahko pa se preslika katerokoli rdečo točko v drugo rdečo točko, ter enako tudi zelene točke.
Folkmanov graf ima 8 različnih posplošenih zapisov LCF, tri z eksponentom 5 in pet z eksponentom 1.
Karakteristični polinom Folkmanovega grafa je:
{\displaystyle (x-4)x^{10}(x+4)(x^{2}-6)^{4}\!\,.}

## Upodobitve
- Kromatično število Folkmanovega grafa je 2.
- Kromatični indeks Folkmanovega grafa je 4.
- Folkmanov graf je Hamiltonov graf.